# Daan van der Zee
Daniël (Daan) van der Zee (Schiedam, 16 juni 1880 - Den Haag, 10 juli 1969) was een Nederlands schrijver, politicus en journalist. In 1907 was hij een van de oprichters van de Bond van Christen-Socialisten.

## Leven en werk
Van der Zee groeide op in een protestants milieu en werd ambtenaar in Schiedam. Hij begon met schrijven en ontmoette de christensocialist Anke van der Vlies, die hem ervan overtuigde dat christendom en socialisme met elkaar te verenigen waren. In 1907 richtten zij samen de Bond van Christen-Socialisten (BCS) op, waarvan Van der Zee tussen 1909 en 1914 voorzitter was. De partij had aanvankelijk een orthodox-protestante signatuur, en stelde zichzelf ten doel om het socialisme te propageren onder 'rechtzinnige christenen'. Van der Zee publiceerde regelmatig in het partijblad Opwaarts.
In 1914 trad Van der Zee af als voorzitter van de BCS omdat een nieuwe generatie onder leiding van Bart de Ligt steeds meer macht vergaarde binnen de partij. De Ligt propageerde een nieuwe koers die meer uitging van Vrijzinnig protestantisme wat er onder anderen toe leidde dat tot ongenoegen van de oude generatie het Apostoclicum uit de statuten werd geschrapt. Voortaan konden ook vrijzinnige christenen lid worden van de Bond, en ging zij zich vooral profileren als antimilitaristisch. Van der Zee vond dat de Bond hiermee op de verkeerde weg kwam, en kwam in conflict met de nieuwe leiding. Tegelijkertijd vond er een scheuring plaats, waarbij een groep leden uit de Bond trad en zich aansloten bij propagandaclubs binnen de SDAP.
In 1916 vertrok Van der Zee naar Nederlands-Indië om te werken als hoofdcommies op het departement van Onderwijs en Eredienst. In 1920 werd hij benoemd tot gemeentesecretaris in Batavia. Hij probeerde positieve invloed uit te oefenen op het beleid, en werd daarom in de koloniaal-Europese pers aangeduid als de Roode Mussolini. Door de negatieve berichtgeving werd zijn werk bemoeilijkt, en besloot hij in 1928 terug te keren naar Nederland. In 1931 werd hij gemeenteraadslid voor de SDAP in Den Haag.
Van der Zee heeft tijdens zijn leven verschillende romans en gedichten geschreven en was onderdeel van de literaire stroming de Tachtigers.

## Publicaties
- Godsonteering: roman uit de christelijke wereld (Amsterdam, 1907).
- Waarom christen-socialist? De religeiuze grond van het christen-socialisme (een rede) (Hilversum, 1907).
- Een nieuwe stem (Amsterdam, 1910).
- Daarom christen-socialist! (ter overpeinzing voor rechtzinnige christenen) (Schiedam, 1912).
- Het christen-socialisme (Schiedam, 1914).
- Het militaire vraagstuk en de socialistische beweging (Schiedam, 1915).
- De levende berg (Amsterdam, 1927).
- De S.D.A.P. en Indonesië (Amsterdam, 1929).
- De Held. Toneelspel in één bedrijf (Amsterdam, 1929).
- De plaatsvervanger. Toneelspel in één bedrijf (Amsterdam, 1929).
- De Brandende Stad (Amsterdam, 1930).
- De wereld vrij! Socialistische beschouwingen over het koloniale probleem (Amsterdam, 1931).
- Kopper & Co.: Toneelspel in drie bedrijven (Amsterdam, 1932).
- Het fascisme naar wezen en beteekenis (Amsterdam, 1933).
- De man die zich zelf behield. Koloniale roman (Bussum, 1938).
- Veleda, de witte vrouw aan de Lippe: roman uit een ver verleden (Den Haag, 1939).
- Vermetel Voorgeslacht (Deventer, 1941).
- Dewi Angreni: Een oud-Javaansche legende (Deventer, 1941).
- Van Diemens roode vlucht. Roman uit het Hollandsche koloniale verleden (Deventer, 1944).
- Wat nu? een ernstig woord tot de mannen en vrouwen van Nederland. Met ontwerp-program voor een Radicale Volkspartij. (Deventer, 1945).
- Rachabs verraad, roman van de vak van Jerich (Deventer, 1947).
- Oud-Schiedam, met Hollandais achtergrond in een historische ontwikkeling van zeven eeuwen (Assen, 1961).
- Een tijdsverschijnsel. De voormalige Bond van Christen-Socialisten (Den Haag, 1965).